# Äggcell
Denna artikel avhandlar olika organismers äggceller. För andra betydelser, se Ägg (olika betydelser)

Diagram över en äggcell.

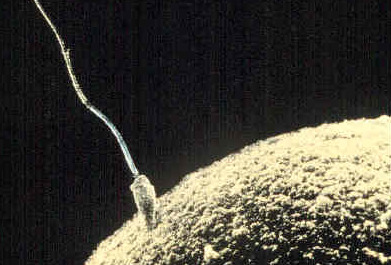
En sädescell vid äggcellen

Äggcell eller ovum är en haploid honlig reproducerande cell, en så kallad könscell, som förekommer hos oogama organismer, vilket omfattar både djur, växter, svampar, alger och protister. Äggcellen är typiskt orörlig och mycket större än den mobila spermiecellen.  När en äggcell och en spermiecell sammanfogas, bildas en diploid cell som kallas zygot, som snabbt växer till sig och blir till en ny individ.

## Protister, växter och svampar
Alla landväxter (embryofyter) liksom de mest närbesläktade grönalgerna har oogami vilket innebär att en liten, mobil spermie, befruktar en stor äggcell. Hos de mest avancerade grönalgerna (till exempel kransalgerna), liksom hos samtliga embryofyter stannar äggcellen hos hongametofyten. Äggcellen är hos dessa grupper omsluten i en så kallad oogon (ägg-gömmen) hos kransalgerna, beskyddade av arkegon hos mossor, lummerväxter, ormbunksväxter samt hos nästan alla gymnospermer. Hos angiospermerna (blomväxterna) återfinns äggcellen inuti makrosporangiumet inuti (hon)blommornas fröämnen.
Hos vissa mer basala grönalger ser gameterna lika ut (isogami), varför man ej kan tala om äggceller och spermier.
Funktionellt kan man säga att djurvärldens amniotiska ägg motsvaras hos växterna av fröväxternas frön. Hos många landväxter finns äggcellen i pistillen, medan spermiecellerna finns i pollenkornen på toppen av ståndarna.

## Djurriket
Runt äggcellen finns ett membran av granulosaceller som kallas corona radiata, som skyddar äggcellen. Själva cellkärnan finns i ooplasman (ett slags äggula med protein), som finns i ett skyddande lager som kallas oolemma och zona pellucida. En äggcell per menstruationscykel bildas i oogenesen av en oocyt genom två meioser, där mellanstadiet kallas ootid. Om äggcellen befruktas kallas den därefter zygot.
Äggcellen bildas genom meios i äggstockarna, en process som kallas oogenes. Den är kvinnans köncell vid fortplantningen, vilken då befruktas av en spermie (sädescell) vid graviditet. Vid lyckad befruktning, vilket sker i en äggledare under ägglossningen, fastnar det befruktade ägget i livmoderslemhinnan, där det börjar dela på sig. Vid tvillingfödsel kan antingen ett eller flera ägg befruktas (enäggs- respektive tvåäggstvillingar). När ägglossningen inte leder till graviditet följer det obefruktade ägget med menstruationsblodet ut ur kroppen. 
I äggcellen finns de av honans gener som förs vidare till avkomman. Totalt sett utgörs 50% av avkommans arvsmassa av de gener som kommer från äggcellen. Detta innebär också att endast 50% av honans egna anlag förs vidare genom äggcellen. Endast i äggcellen finns mitokondriellt DNA och i den kan det endast finnas en X-kromosom, medan könet på avkomman avgörs av spermien. Till skillnad från spermier, är äggceller orörliga. Att de förflyttas från äggstockar till äggledare och därefter, när befruktning uteblir, via livmodern ut genom vaginan beror inte på egenskaper hos ägget.
Varje menstruationsblödning avslutas med att flera ägg och äggblåsor börjar växa. Endokrint sett regleras äggtillväxt och ägglossning framför allt av luteiniserande hormon och follikelstimulerande hormon. En äggblåsa spricker i mitten av menstruationscykeln och det mogna ägget lossnar och fångas upp av äggledaren. Detta kallas för ägglossning. När det sker stiger kroppstemperaturen ungefär en halv grad och den blir förhöjd fram till några dagar före menstruationen. 
Den tomma äggblåsan omvandlas till något som kallas gulkropp. Gulkroppen bildar honliga könshormoner som förberedelse för livmoderns slemhinna att ta emot det befruktade ägget. Om ägget befruktas växer gulkroppen och hormonerna som bildas gör att slemhinnan växer till och börjar producera ett näringsrikt sekret. Om äggcellen inte befruktas upphör gulkroppens produktion av honliga könshormoner efter 10-12 dagar, och sedan försvinner den. Efter klimakteriet innehåller äggstockarna i princip inga ägg. 
Ett svenskt forskarteam kunde på knockout-möss 2014 visa att det finns två klasser fruktsamma äggceller. En klass är aktiv vid ingången till puberteten och en bit in i tonåren. Den andra klassen finns hos adulta honor, och ersätter efter pubertetsstarten den första klassen. Den första klassen ägg växer hastigt, men den andra klassen långsamt. Den första klassen verkar åtminstone delvis ha till funktion att sätta igång puberteten. Första klassen är troligen huvudsakligen anovulatorisk, det vill säga att den inte leder till ägglossning, men äggen kan också befruktas och ge levande avkomma. Den andra klassen deltar i den fortsatta ägglossningen efter pubertetsstarten.
Det antogs förr att honor föds med de ägg hon kommer att ha under livet. Detta antagande har börjat ifrågasättas. Äggkvaliteten försämras ofta med stigande ålder, och studier har därför gjorts i hur man kan bromsa äggens åldrande. Förr antogs att det var själva äggen som åldrades. Enligt dem som ifrågasätter den äldre teorin är det istället förmodligen fråga om att förutsättningarna i själva äggstockarna förändras med stigande ålder.

### Människan
Hos människan är äggcellen 0,2 mm, vilket gör den till människans största cell.